# (32813) 1990 WH4
1990 WH4 (asteroide 32813) é um asteroide da cintura principal. Possui uma excentricidade de 0.15562430 e uma inclinação de 11.21724º.
Este asteroide foi descoberto no dia 16 de novembro de 1990 por Eric Walter Elst em La Silla.